# 阿吉里什
阿吉里什（羅馬化：Agirish）是俄罗斯汉特-曼西自治区的市级镇，属该自治区的苏维埃茨基区管辖。地处汉特-曼西自治区西部，位于区行政中心苏维埃茨基及自治区首府汉特-曼西斯克西北方。镇西部设有同名铁路车站，位于上孔达（位于汉特-曼西斯克）－阿吉里什线上。附近城市除区行政中心外有尤戈尔斯克。
该地2022年人口有1,962人；2010年人口2,856；2002年人口2,831；1989年人口3,592。